# بيت داون: فيستس أوف فينجينس
بيت داون: فاست اوف فينجينس (إنجليزي: Beat Down: Fists of Vengeance) طورتها Cavia ونشرتها كابكوم في عام 2005 لعبه لمن هم 16+.

## شخصيات اللعبة
1. ريفن: شخصية قوية وهو البطل الرئيسي للعبة سلاحه قبضة حديدية الطاقة 2300.
2. جيسون: جي ضخم وقوي سلاحه زجاجة الخمر طاقته 2500.
3. هارون: ابن رئيس العصابة أسلوبه شبيه بالتكواندو سلاحه سكين طاقته 2300.
4. جينا: سريعة الحركة ورشيقة سلاحها سكين طاقتها 1800.
5. لولا: أسلوبها مثل الكايبورا سلاحها عصا طاقتها 2000.

## روابط خارجية
- بيت داون: فيستس أوف فينجينس على موقع IMDb (الإنجليزية)